# Anton Varus
Anton Varus auch: Antonius Krumpfus, Krumbfuß (* 12. Dezember 1557 in Weimar; † 20. August 1637 in Jena) war ein deutscher Logiker und Mediziner.

## Leben
Varus’ Vater Anthonius Krumpfus stammte aus Erfurt, der nach dem im begonnenen Studium an der dortigen Universität Lehrer der Lateinschule in Weimar wurde. Der Vater starb im Jahr der Geburt des Sohnes Anton, über dessen Ausbildungsweg nichts bekannt ist, scheinbar hatte er seinen Ursprungsnamen in den Gelehrtennamen Varus latinisiert. Danach erhielt er den Auftrag, die jülischen Adelssöhne Dietrich und Gotthard von Metternich zu unterrichten. Mit diesen bereiste er Frankreich und immatrikulierte sich, mit Gotthard, am 29. November 1584 an der Universität Heidelberg. Nachdem sich Varus im Wintersemester 1584 gratis an der Universität Jena immatrikuliert hatte, wechselte er als Magister der philosophischen Wissenschaften am 10. Juni 1585 an die Universität Basel.
In Basel promovierte er mit der Arbeit De muliebris naturalibus am 19. August 1586 zum Doktor der Medizin. Zurückgekehrt nach Jena erhielt er am 11. September 1586 eine außerordentliche Professur der Logik an der philosophischen Fakultät. Am 17. Dezember 1587 wurde er als Adjunkt an die medizinische Fakultät aufgenommen, wozu er den Vortrag De sudoribus frigidis hielt. 1594 wurde er dritter ordentlicher Professor der medizinischen Fakultät, 1612 zweiter ordentlicher Professor und 1618 erster ordentlicher Professor. Varus beteiligte sich auch an den organisatorischen Aufgaben der auch Salana genannten Jenaer Universität. So war er einige Male Dekan der medizinischen Fakultät und im Wintersemester 1592, 1598, 1604, 1608, 1616, 1622, 1628, 1634 Rektor der Alma Mater.
Varus war zwei Mal verheiratet. Seine erste Ehe schloss er am 23. Oktober 1587 in Jena mit Catharina Cobold (* 28. Mai 1564 in Altenburg; † 20. Juni 1601 in Jena), die Tochter des Stadtarztes und späteren fürstlich sächsisch-altenburgischen Leibarztes in Weimar Johannes Cobold und der Dorothea Peschel. Seine zweite Ehe ging er ein am 8. Februar 1602 mit Dorothea Susanna Pingitzer (* 8. März 1581 in Jena), der Tochter des Jenaer Professors Virgil Pingitzer und der Katharina Druckscherf, ein. Von den Kindern des Varus kennt man:
- Heinrich Varus (immatr. Wintersemester 1604, 1608 Universität Jena)
- Johann Friedrich Varus (immatr. Wintersemester 1616 Universität Jena; Hofgerichtsanwalt Jena, † 18. Juli 1665 in Jena)
- Wolfgang Varus (immatr. Wintersemester 1622 Universität Jena)
- Anton Varus (immatr. Wintersemester 1592 Universität Jena, Kaufmann verh. mit Magdalena Helwig)
- Johannes Varus († 1601)
- Tochter NN. Varus († 22. Mai 1601 in Jena)
- Catharina Varus (* 26. Dezember 1590 in Jena; † 1. Mai 1621 in Wernigerode) verheiratet. I mit Dr. jur. Christoph Neumeyer (get. 21. Oktober 1586 in Weimar; † 1. September 1612 in Jena); verh. II 2. April 1614 in Jena mit Tobias Haberstroh (get. 5. November 1583 in Pegau; † 12. Mai 1640 in Wernigerode)

## Werke (Auswahl)
- De muliebribus naturalivus. Basel 1586 (daten.digitale-sammlungen.de).
- De calculis renum & vesicte.
- De usu lienis.
- De methodo purgandi universali. 1591
- De innato calido. 1593
- Tractatus de compositione medicamentorum. Jena 1597
- De hydrope. 1602
- Specimen faciendae medicinae in morbo articulari f. arthritide. 1603
- De Melancholia. Jena 1604 (reader.digitale-sammlungen.de).
- De mania et desipientia. Jena 1606
- De temperamentis. Jena 1606
- De Phthisi. Jena 1607, 1626
- De Phrenitide. Jena 1607
- De Venaesectione. Jena 1607
- De oppressione incubu. Jena 1609
- De melancolia desipientia. Jena 1610
- De Apoplexia. Jena 1610
- De febri Hectica. Jena 1610
- De usu Lienis. Jena 1616
- De Pulsibus. Jena 1616
- De Simplicium Medicamentorum facultatibus. Jena 1617
- De Quartana. Jena 1618
- De angina. 1628
- De variolis & morbillis. 1629
- De peripneumonia. 1629
- De podagra. 1630
- De nephritide seu Calculo Renum. 1632
- De fluxu colliquativo. 1636

## Weblink
- private Genealogieseite

| Personendaten    | Personendaten                          |
| ---------------- | -------------------------------------- |
| NAME             | Varus, Anton                           |
| ALTERNATIVNAMEN  | Krumbfuß, Antonius; Krumpfus, Antonius |
| KURZBESCHREIBUNG | deutscher Logiker und Mediziner        |
| GEBURTSDATUM     | 12. Dezember 1557                      |
| GEBURTSORT       | Weimar                                 |
| STERBEDATUM      | 20. August 1637                        |
| STERBEORT        | Jena                                   |